# Organisation tunisienne de défense du consommateur
L'Organisation tunisienne de défense du consommateur (ODC) est une organisation non gouvernementale créée le 21 février 1989. Œuvrant pour l'intérêt du consommateur, l'ODC est un membre affilié à l'Organisation internationale du consommateur (OIC) depuis 1995. Elle devient membre à part entière de l'OIC en 2004, bénéficiant ainsi du droit de représentation et de vote.

## Objectifs
- Assister les consommateurs, protéger et défendre leurs intérêts à tous les niveaux et dans tous les secteurs ;
- Conseiller les consommateurs, les informer sur tout ce qui concerne leur sécurité et leur inculquer les principes de la bonne gestion ;
- Représenter les consommateurs sur tous les plans et à tous les niveaux auprès des différentes instances ;
- Œuvrer de sorte que les orientations nationales de développement tiennent compte des intérêts du consommateur et de ses aspirations.